# Georg Gänswein
Georg Gänswein (ur. 30 lipca 1956 w Riedern am Wald) – niemiecki duchowny rzymskokatolicki, doktor prawa kanonicznego, dyplomata watykański, arcybiskup, osobisty sekretarz papieża Benedykta XVI w latach 2005–2022, prefekt Domu Papieskiego w latach 2012–2023, nuncjusz apostolski na Litwie, w Estonii i na Łotwie od 2024.

## Życiorys
Gänswein jest synem wiejskiego kowala, najstarszym spośród pięciorga rodzeństwa. Przed podjęciem studiów pracował jako instruktor narciarstwa i listonosz. 
Studiował teologię katolicką we Fryburgu Bryzgowijskim i 31 maja 1984 został wyświęcony na prezbitera przez arcybiskupa Fryburga, Oskara Saiera. Dwa lata później rozpoczął w Monachium studia doktoranckie z dziedziny prawa kanonicznego, zakończone uzyskaniem doktoratu w 1993. W 1994 został mianowany referentem arcybiskupa i proboszczem parafii katedralnej.
W 1995 na zaproszenie kardynała Antonio Marii Javierre Ortasa przybył do Rzymu i rozpoczął pracę w Kongregacji ds. Kultu Bożego i Dyscypliny Sakramentów, a następnie, od 1996 w Kongregacji Nauki Wiary. Jest ponadto profesorem Papieskiego Uniwersytetu Świętego Krzyża (prałatury Opus Dei) – gdzie wykłada prawo kanoniczne.
W 2000 został obdarzony tytułem kapelana honorowego Jego Świątobliwości. W 2003 został osobistym sekretarzem kardynała Josepha Ratzingera. Po konklawe 2005 i wyborze kard. Ratzingera na papieża nadal pełnił tę funkcję, aż do śmierci Benedykta XVI w 2022. W 2006 został obdarzony tytułem prałata honorowego Jego Świątobliwości.
7 grudnia 2012 papież Benedykt XVI prekonizował go arcybiskupem tytularnym Urbs Salvia i mianował prefektem Domu Papieskiego. Święcenia biskupie otrzymał 6 stycznia 2013 w bazylice św. Piotra w Rzymie. Udzielił mu ich sam papież, któremu asystowali kardynał Tarcisio Bertone, sekretarz Stanu Stolicy Apostolskiej, i kardynał Zenon Grocholewski, prefekt Kongregacji ds. Edukacji Katolickiej. Jako dewizę biskupią przyjął słowa Testimonium Perhibere Veritati (Dać Świadectwo Prawdzie), wypowiedziane według Ewangelii Jana przez Jezusa do Piłata. 15 czerwca 2023 Biuro Prasowe Stolicy Apostolskiej poinformowało, że przestał pełnić funkcję prefekta Domu Papieskiego z dniem 28 lutego 2023. 
24 czerwca 2024 papież Franciszek mianował go nuncjuszem apostolskim na Litwie, w Estonii i na Łotwie. 6 września 2024 na ręce prezydenta Litwy złożył listy uwierzytelniające, oficjalnie rozpoczynając pełnienie tego urzędu.
Jego ulubionym hobby jest tenis, jazda na nartach i wędrówki górskie. Znany jest we Włoszech jako Don Giorgio.

## Odznaczenia
- Krzyż Wielkiego Oficera Orderu Zasługi Republiki Włoskiej (Włochy, 2005)[11]
- Krzyż Komandorski I Klasy Odznaki Honorowej za Zasługi dla Republiki Austrii (Austria, 2008)[12]
- Krzyż Zasługi I Klasy Orderu Zasługi Republiki Federalnej Niemiec (Niemcy, 2009)[13]
- Krzyż Wielkiego Oficera Orderu Chrystusa (Portugalia, 2010)[14]
- Krzyż Komandorski Orderu Gwiazdy Rumunii (Rumunia, 2015)[15]
- Krzyż Wielki Orderu Zasługi Republiki Włoskiej (Włochy, 2015)[11]
- Bawarski Order Zasługi (Niemcy, 2015)[16]